# Gilbert Helmer
Gilbert Helmer OPraem (2. ledna 1864, Křepkovice – 4. března 1944, Klášter u Teplé) byl česko-německý politik a duchovní. V letech 1901–1913 byl poslancem Českého zemského sněmu a po 44 let byl opatem kláštera v Teplé.

## Život
Narodil se jako Johannes Helmer v rodině mlynáře v Křepkovicích na Chebsku. V roce 1884 vstoupil do premonstrátského opatství v Teplé, a přijal zde řeholní jméno Gilbert.
Studoval filosofii a teologii v Innsbrucku. Dne 28. července 1889 přijal kněžské svěcení. Pokračoval ve studiích a v roce 1893 dosáhl doktorátu z filosofie. Roku 1894 začal vyučovat na gymnáziu v Plzni.
V roce 1900 je kapitula tepelské kanonie zvolila opatem. V klášterním areálu nechal vybudovat novobarokní trakt s knihovnou. V letech 1901–1913 zasedal jako poslanec v Českém zemském sněmu zvolený za Stranu ústavověrného velkostatku. Od 1905 členem panské sněmovny říšské rady ve Vídni (tzv. Mittelpartei). V roce 1927 se stal vikářem generálního opata premonstrátského řádu pro řádové kláštery v Československu. Tepelský klášter řídil až do své smrti v roce 1944.